# Lucio Salvadores
Lucio Salvadores (n. Buenos Aires 1791 - f. Valle Fértil, San Juan, enero de 1820) fue un militar argentino que participó de las campañas por la independencia de la Argentina en la Banda Oriental y se involucró activamente en la lucha por la liberación de Chile hasta su muerte, a resultas de mantenerse leal a sus mandos durante una sublevación en la provincia de San Juan.

## Biografía
Lucio Salvadores nació en Buenos Aires en 1791, hijo de Manuel Salvadores, natural de Málaga, España, de profesión médico, y de María Antonia Valle, hermana de Ana María Valle, madre de Mariano Moreno. Tuvo numerosos hermanos, todos comprometidos con la causa patriota, entre ellos los funcionarios Bonifacio José María Salvadores y José María Salvadores, el coronel Ángel Antonio Salvadores, el teniente Desiderio Salvadores, el teniente coronel Gregorio Salvadores, el capitán Juan José Salvadores, el médico Manuel Antonio Salvadores, el periodista Pedro María de Alcántara Salvadores y el militar Toribio Salvadores.
Adhirió al movimiento de mayo de 1810 al igual que el resto de su familia. En 1813 se incorporó como subteniente a la compañía de fusileros del Regimiento N° 2 de Infantería, participando del segundo sitio de Montevideo hasta la rendición de la plaza realista en 1814.
Fue luego ascendido a teniente de la compañía de Cazadores y a teniente 1.º, pasando a revistar en el Regimiento N° 2 de Infantería y en 1815 se alistó con el grado de ayudante mayor en el Regimiento N° 11 de Cazadores, que organizaba Juan Gregorio de Las Heras en el campamento del Plumerillo, sumándose así a la Campaña de Chile a las órdenes de José de San Martín.
Al reorganizarse el cuerpo de Cazadores, pasó como capitán al Batallón N° 1. Hasta finales del año 1816 desempeñó junto al capitán Román Deheza la función de procuradores de la comisión militar creada por San Martín para formar causa a oficiales presuntamente implicados en conatos de insurrección en el ejército.

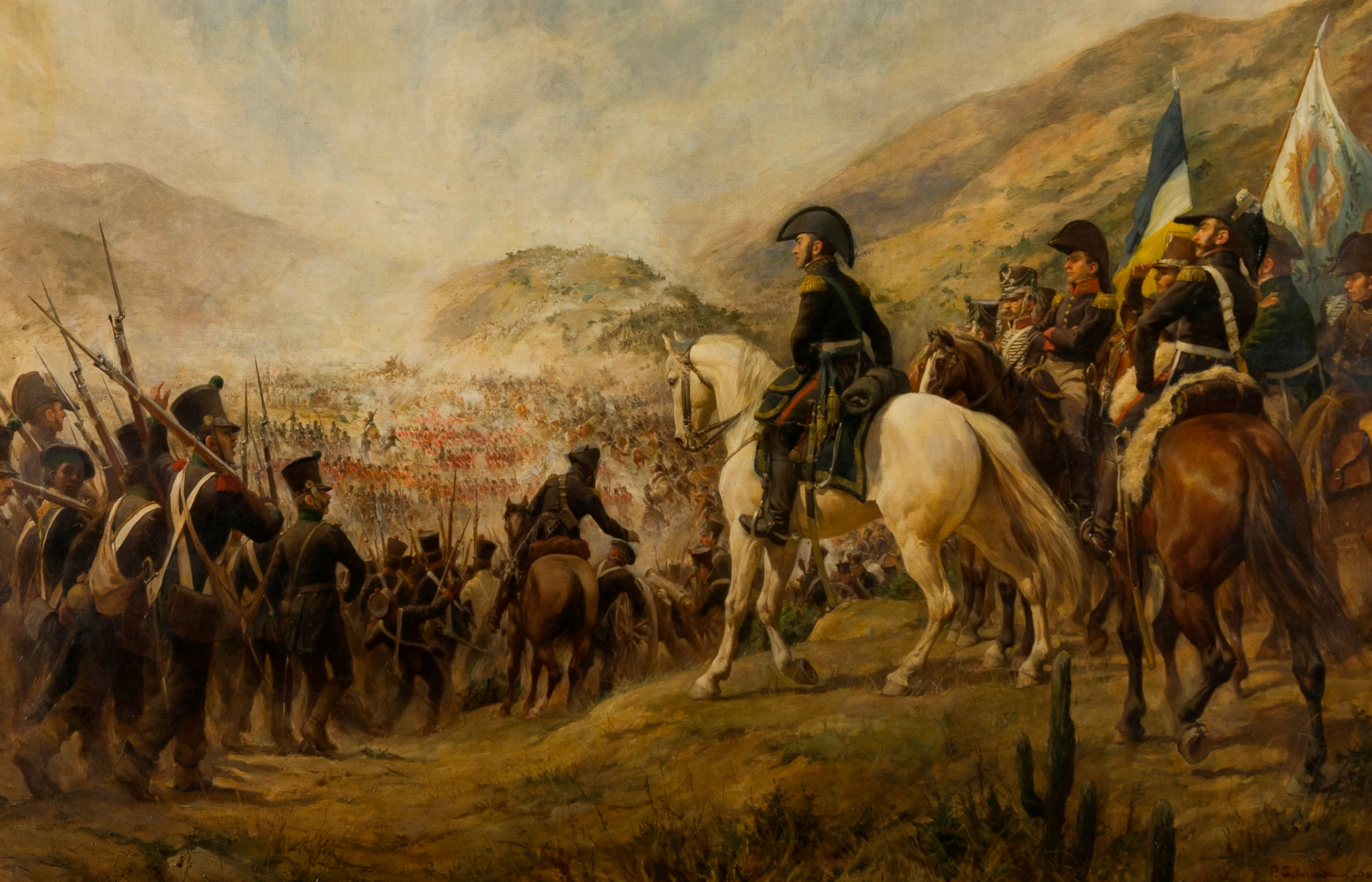
Batalla de Chacabuco.

Tuvo una destacada participación en la Batalla de Chacabuco al frente de una compañía de su batallón, formando en la vanguardia del ala derecha argentina a las órdenes del coronel Rudecindo Alvarado. Allí al mando de una división compuesta por su compañía y la del teniente Zorrilla fue enviado a apoderarse de un pequeño cerro sobre el flanco de los realistas, que era defendido por 200 enemigos al mando de Marqueli, logrando arrollar a bayoneta al enemigo.
Combatió luego en la batalla de Cancha Rayada y en la decisiva victoria de Maipú alcanzando el grado de sargento mayor.
Participó de la campaña del sur de Chile bajo el mando de Antonio González Balcarce y se destacó en la batalla de Biobío o (Bío-Bío) del 19 de enero de 1819.
En la batalla, librada en momentos en que las tropas españolas al mando del coronel español Juan Francisco Sánchez y gran número de refugiados que los acompañaban se disponían a cruzar el río, los cazadores al mando de Salvadores protagonizaron el victorioso choque inicial y continuaron un fuego sostenido "sobre las balsas conductoras de granaderos é isletas que tenían cubiertas con tropa sobre los que dirigieron sus fuegos con tal acierto que se observó que del gran número de gente que se hallaba dentro del río no llegó al otro lado uno sólo, mirando con bastante dolor que el río era el sepulcro de cerca de 200 hombres, y entre ellos algunos paisanos.".
En la derrota, en que perecieron muchos refugiados, los realistas tuvieron un número indeterminado de muertos, 70 prisioneros y perdieron 5 cañones, viéndose obligados a refugiarse en Valdivia con lo que la división patriota daría por finalizada la campaña.
Tras su fin, Salvadores repasó la cordillera de los Andes al mando del 1.º de Cazadores para acantonarse en la provincia de San Juan.
El 9 de enero de 1820 al producirse la sublevación de los capitanes Mariano Mendizábal (oficial del 1.º de Cazadores) y Francisco Solano del Corro y del teniente Pablo Morillo, Salvadores fue reducido a prisión por los amotinados, junto al teniente coronel Severo García Grande de Sequeira, los capitanes Camilo Benavente, Juan Bautista Bosso (o Bozo), N.Zorrilla, los oficiales inferiores Moyano, Maure, Vega, Echegaray, Zuluaga, Velasco, Blanco y Ramiro y otros, y los comandantes de milicia Quiroga y José Navarro.
Pocos días después de su detención en el cuartel de San Clemente, los cinco oficiales de mayor graduación, Salvadores entre ellos, fueron retirados con el pretexto de que a su pedido y atendiendo a las gestiones de San Martín y de Alvarado, serían trasladados al norte y liberados para que pudieran pasar a Chile y reintegrarse al servicio.
Salvadores, Sequeira, Fuentes, Bosso y Benavente fueron conducidos por una escolta al mando del sargento español Catalino Biendicho y tras tres días de dura marcha, al llegar a la localidad de Aguango, en Valle Fértil, unas 60 leguas (35 km) al norte de San Juan, fueron alojados en un rancho.
A la hora se presentó Biendicho quién los hizo rodear al grito de "insurgentes, prepárense ustedes a morir" ante lo que los prisioneros se agruparon y tras una cruenta lucha cuerpo a cuerpo y sin armas con los miembros de su escolta, fueron ultimados a sablazos y sus cadáveres arrojados a una zanja, de donde fueron luego rescatados y sepultados por vecinos del lugar.
Como homenaje a su memoria, en 1823 el gobierno de Chile otorgó la medalla al Mérito a Lucio Salvadores, quien habría "con justicia llevado los bordados de general de la república".
Casó con Zelmira Báez, a quien se concedió pensión en julio de 1867.